# 金澤真美
金澤 真美（かなざわ まみ、1993年8月3日 - ）は、日本の元女子サッカー選手。ポジションはディフェンダー。

## 来歴
常葉学園橘高校在籍時の2010年8月に、U-17女子ワールドカップに臨むU-17日本代表に選出された。大会ではグループステージ2試合に出場し、日本は準優勝だった。
その後、韓国の驪州大学を経て、2014年に横浜FCシーガルズに加入。5年間プレーし、2018年シーズンの終わりに引退した。

## 代表歴
- U-17日本代表
  - 2010 FIFA U-17女子ワールドカップ; 準優勝（2試合出場）